# Stondon Massey

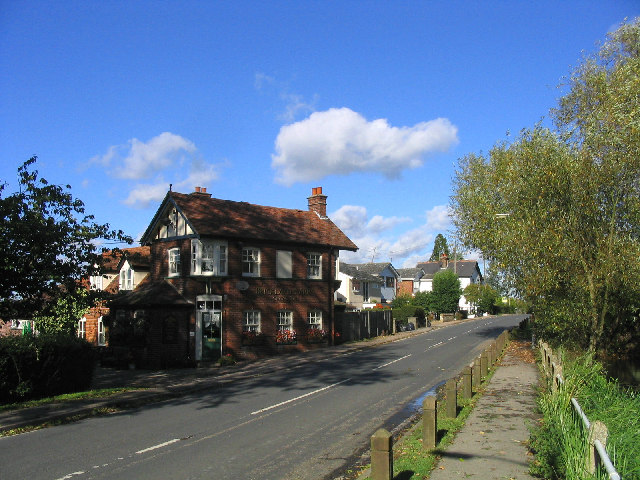
Bricklayers Arms, Stondon Massey (2005)

Stondon Massey ist ein Dorf in Süd-Essex, England. Es liegt nördlich von Brentwood zwischen Blackmore und Doddinghurst.

## Geschichte
Stondon Place, ursprünglich ein Bauernhaus, war von 1593 bis 1623 die Heimat von William Byrd.
Der größte Teil des Dorfes befindet sich etwas mehr als eine Meile südlich von der Kirche, es wird vermutet, dass dies aufgrund der Pest im Jahre 1350 der Fall ist.

## Persönlichkeiten
- William Byrd († Juli 1623 in Stondon Massey), Komponist und Organist